# Artem Tkachuk
Artem Tkachuk, noto semplicemente come Artem o Ar Tem (Uman', 27 luglio 2000), è un attore italiano di origini ucraine.

## Biografia
Dopo aver vissuto i primi anni nella città ucraina di Uman', si trasferisce con la sua famiglia in Italia, ad Afragola. Durante gli anni di crescita subisce discriminazioni razziali. All'età di 17 anni incontra un regista in un bar e grazie allo stesso regista conosce Claudio Giovannesi. Debutta nel 2019 partecipando al film La paranza dei bambini. Nel 2020 si afferma grazie al successo della serie Mare fuori. Nel gennaio 2024 è ospite di Le Iene, mentre nel mese di febbraio viene pubblicato il singolo I p' me, tu p' te del rapper Geolier, nel cui video è presente anche Tkachuk.
Con Antonio Orefice, con cui ha recitato insieme nelle prime due stagioni di Mare fuori, ha partecipato a due programmi di Sky: l'undicesima stagione di Pechino Express (la coppia dei Fratm) su Sky Uno e una puntata della terza stagione di Celebrity Chef trasmesso dal canale di repliche TV8.

## Vita privata
Nell'aprile 2019 viene accoltellato mentre cammina per strada insieme ad un amico.

## Filmografia[1]

### Cinema
- La paranza dei bambini, regia di Claudio Giovannesi (2019)
- Nostalgia, regia di Mario Martone (2022)

### Televisione
- Mare fuori, regia di Carmine Elia, Milena Cocozza, Ivan Silvestrini, Ludovico Di Martino e Beniamino Catena – serie TV (2020-in corso)
- Un passo dal cielo, regia di Enrico Ianniello – serie TV, episodio 7x02 (2023)

### Webserie
- Mare fuori #confessioni (2023-in corso)

## Programmi televisivi
- 2024 - Pechino Express

## Altre attività
Nel 2020 è stato protagonista di una pubblicità della Louis Vuitton.